# Kotjärnen (Långseruds socken, Värmland)
Kotjärnen är en sjö i Säffle kommun i Värmland och ingår i Göta älvs huvudavrinningsområde.